# ラング
ラング (la langue, les langues) は、言語学者のフェルディナン・ド・ソシュールによる概念。

## 概説
言語共同体における社会的規約の体系としての言語の側面を指す。また、個人によるその実践であるパロール (la parole) と対立するものである。さらに、言語一般の分節化能力を表すランガージュ (langage) とは異なる。英語訳では、ラングを冠詞付きや複数形 (a language, the language, languages) で、ランガージュを冠詞なし単数形 (language) で表し分けることがある。
ソシュールは、言語学の対象措定において、講義の上ではパロールではなくラングとすべきであるとした。これは、言語学がまず明らかにすべきものは特定の言語の体系であり、単に対立するだけではなく、相互に依存する側面もある。また、パロールは、ラングを背景とするが、その場その場での単一の事象であって、言語学の真正な対象ではない。